# Ritual de lo habitual
Ritual de lo Habitual – drugi album studyjny amerykańskiego zespołu muzycznego Jane’s Addiction, opublikowany 21 sierpnia 1990. 
Otrzymał złotą płytę w Wielkiej Brytanii i podwójną platynę w Stanach Zjednoczonych. Monolog przed piosenką „Stop!” znaczy: „Panie i Panowie, mamy większy wpływ na wasze dzieci niż wy, ale też je kochamy. Urodzeni i rozsiani (wychowani) Los Angeles – Jane’s Addiction”.
W 2003 album został sklasyfikowany na 453. miejscu na liście 500 albumów wszech czasów amerykańskiego czasopisma „Rolling Stone”.

## Lista utworów
1. „Stop!” – 4:14
2. „No One’s Leaving” – 3:01
3. „Ain’t No right" – 3:34
4. „Obvious” – 5:55
5. „Been Caught Stealing” – 3:34
6. „Three Days” – 10:48
7. „Then She Did…” – 8:18
8. „Of Course” – 7:02
9. „Classic Girl” – 5:07

## Listy przebojów
| Rok  | Lista         | Pozycja |
| ---- | ------------- | ------- |
| 1990 | Billboard 200 | 19      |